# Gunnarsbo naturreservat
Gunnarsbo är ett naturreservat i Svarteborgs socken i Munkedals kommun i Bohuslän.
Reservatet är skyddat sedan 1974 och är 8 hektar stort. Det är beläget sydväst om Hedekas och utgörs av en grusavlagring.
Gunnarsbo ligger i Örekilsälvens dalgång. Naturreservatet utgörs av en grusavlagring som är skyddad för sina geologiska värdens skull.
Området förvaltas av Västkuststiftelsen.